# بلیندا
بلیندا پریگرین شال  (به اسپانیایی: Belinda Peregrín Schüll) (زاده ۱۵ اوت ۱۹۸۹) در مادرید اسپانیا خواننده و بازیگر و برنده سه جایزه گرمی اهل مکزیک است.بیشترین معروفیت وی برای بازی در فیلم Cómplices Al Rescate بود.بلیندا تا کنون چهار آلبوم به بازار عرضه کرده که چهارمین آلبومش در سال ۲۰۱۳ وارد بازار شد.

## آلبوم‌ها
- (۲۰۰۳) Belinda
- (۲۰۰۶) Utopía
- (۲۰۱۰) Carpe Diem
- (۲۰۱۳) Catarsis

## فیلم شناسی
- افسانه دسپرو - ۲۰۰۸
- ترول‌ها - ۲۰۱۶
- گارد ساحلی - ۲۰۱۷